# Fort Atkinson, Wisconsin
Fort Atkinson là một thành phố thuộc quận Jefferson, tiểu bang Wisconsin, Hoa Kỳ. Năm 2000, dân số của thành phố này là 11621 người.